# 莫洛科沃
莫洛科沃（羅馬化：Molokovo）是俄罗斯特维尔州的市级镇，为该州莫洛科沃区行政中心及规模最大聚居地，也是该区唯一的一座市级镇。地处特维尔州东北部，位于伏尔加河流域的一条小河卢扎纳河（Лужана）河畔，在州府特维尔东北方，距特维尔州与沃洛格达州州界约51公里、与雅罗斯拉夫尔州州界约54公里（通过公路）。
该地2022年人口有1,684人；2010年人口2,331；2002年人口2,572；1989年人口2,804。